# 植草步
植草步（日语：／ Uekusa Ayumi，1992年7月25日—），千葉縣八街市出身，日本女子空手道运动员，2014年亚洲运动会女子68公斤以上级铜牌得主、2018年亚洲运动会女子68公斤以上级金牌得主。